# Pitta
Pitta (česky pita, toto jméno je ale používáno pro vícero rodů) je rod ptáků z čeledi pitovití (Pittidae). Jsou to skrytě žijící, pestrobarevní ptáci, potravu hledají v lesním podrostu. Vyznačují se dlouhými končetinami, krátkými ocasy a zaoblenými křídly. Svrchní strana těla bývá zelená, s modrými znaky na křídlech, hlava je tmavě zbarvená. Na stavbě hnízda, inkubaci a odchovu mláďat spolupracují oba rodiče. Inkubace trvá asi 17 dní, mláďata se líhnou altriciální a nidikolní.
Rod tvoří 16 druhů, rozšířených od Afriky přes jižní, východní a jihovýchodní Asii až po Novou Guineu, Šalomounovy ostrovy a Austrálii. Některé druhy jsou stěhovavé. Historicky rod Pitta zahrnoval všechny žijící druhy pit, od roku 2006 jsou nicméně pro zbylé pity vyčleněny samostatné rody Erythropitta a Hydrornis.

## Seznam druhů
- pita kápová, Pitta sordida
- pita obrovská, Pitta maxima
- pita nádherná, Pitta superba
- pita azurovoprsá, Pitta steerii
- pita africká, Pitta angolensis
- pita konžská, Pitta reichenowi
- pita devítibarvá, Pitta brachyura
- pita hnědokorunkatá, Pitta nympha
- pita modrokřídlá, Pitta moluccensis
- pita pobřežní, Pitta megarhyncha
- Pitta concinna
- pita ozdobná, Pitta elegans
- Pitta vigorsii
- pita hřmotivá, Pitta versicolor
- pita černolící, Pitta anerythra
- pita duhová, Pitta iris